# Kiranga
Kiranga var hos Barundifolket i nordöstra Afrika en gestalt som stod mellan gud och människorna. Han lät människorna närma sig gud genom att ta emot offer i hans namn.